# Official Bootleg.02.Stockholm.Sweden.10.15.99
Official Bootleg.02.Stockholm.Sweden.10.15.99 to drugi album live zespołu Neurosis, nagrany podczas koncertu w Sztokholmie w Szwecji. Wydany w 2003 roku przez własną wytwórnię zespołu, Neurot Recordings.

## Spis utworów
1. Flood
2. The Doorway
3. Lost
4. Belief
5. An Offering
6. Locust Star
7. Under the Surface
8. Times of Grace